# Joeropsis sanctipauli
Joeropsis sanctipauli là một loài chân đều trong họ Joeropsididae. Loài này được Kensley miêu tả khoa học năm 1989.